# 上田桑鳩
上田 桑鳩（うえだ そうきゅう、1899年〈明治32年〉5月11日 - 1968年〈昭和43年〉9月4日）は、日本の書道家である。
前衛書道の分野でよく知られる。本名は上田順（旧姓:藤田）。
兵庫県三木市（旧美嚢郡吉川町）奥谷出身。二松學舍専門学校卒。

## 略歴
1899年5月11日に兵庫県美嚢郡吉川町（現三木市）に父・藤田石太郎、母・こうの三男として生まれ、吉川高等小学校・私立三田中学校（現三田学園中学校・高等学校）を1917年(大正6年)3月に卒業し、1919年(大正8年)に宝塚市にある上田亀蔵の養女・上田りんと結婚し、上田姓となった。
1926年に義父が友人の保証をしていたが、その破産が上田家に影響し、全財産を失い、翌1927年(昭和2年)に決断書専門に生きる志を抱いて、小寺氏に相談したところ、賛成されたので、家事を整理し、同年11月に上京した。1929年(昭和4年)に比田井天来の門に入り、天来の下で多様な古典を学習し、1930年（昭和5年）第1回泰東書道展に出品した「臨黄庭経」で文部大臣賞を受賞した。二松學舍専門学校卒後、1933年(昭和8年)に金子鷗亭、桑原翠邦らとともに書道芸術社を設立し、また「書道芸術」を創刊して造形としての書について論を発表。1937年(昭和12年)に大日本書道院を、1940年(昭和15年)には奎星会を結成し、同年に死亡した師天来死後は、「臨書研究」などの古典研究を行い、終戦後に「書の美」を発刊する。
1951年(昭和26年)に日展に出品した「愛」を巡っては論議が起こり、1955年(昭和30年)に同展を脱退する。晩年には、1968年(昭和43年)に発表した「鳳」など顔料を使った書作を試みたほか、海外の芸術展にも参加した。1968年に死去。享年70（満69歳）。従五位に叙せられた。

## 人物
- 父の藤田石太郎は奥吉川村村長、祖父の藤田重九郎は稲田村外十九か村戸長である[1]。
- 中学校在学中に美術に興味を持ち美術学校を志望したが、父が銀行業務の破綻の責任を持って自殺し家計が貧しくなった。桑鳩は棺に入っている父の顔を見て「必ず私が代わってこの汚名をそそぎます」と発言した[1]。
- 桑鳩の出身地である三木市では、桑鳩に因んだ「墨華香るまちフェスティバル」を開催している。
- 井上有一が師として選んだ人物である[2]。
- 日本経済新聞の題字を手掛けた[2][3]。

## 主な出展作品
- 寒江（1950年、第6回日本美術展覧会(日展)）
- 愛（1951年、第7回日展）
- 鳳（1968年、第17回奎星展）

## その他作品
1960年前後に北海道を巡った桑鳩は、各地に作品を残している。
- 雨にもまけず（美幌町立美幌小学校）
- 小鳥のように（美幌町立東陽小学校）作品紛失
- 子供のよいところをさがそう（津別町立津別小学校）
- 人のよいところをさがそう（津別町立津別小学校）
- 日日新（津別町立津別小学校）
- ゆうき（滝上町立滝上小学校）
- 日新（滝上町立文化センター）

## 著書
- 『臨書研究』（上下巻） 興文社、1940-1941年
- 『蟬の聲』興文社、1943年
- 『書の話』（全3巻） 研精会、1950年
- 『書道入門』（基礎篇・臨書篇・創作篇・鑑賞篇） 創元社、1953年
- 『書の鑑賞と学び方』 教育図書研究会、1955年
- 『書をはじめる人のために』 池田書房、1964年
- 『上田桑鳩臨書集』（全3巻） 天来書院、1994年